# Глушковичи
Глушковичи (бел. Глу́шкавічы) — агрогородок (с 2009 года) в Лельчицком районе Гомельской области Беларуси. Административный центр Глушковичского сельсовета.
Неподалёку находится месторождение строительного камня с запасами 63,7 млн м3. На севере урочище Панова Нива, на юге урочище Хатишин. Около деревни памятник природы республиканского значения — выход кристаллической породы, на севере Топиловский торфяной заказник местного значения.

## География

### Расположение
В 45 км на юго-запад от Лельчиц, в 98 км от железнодорожной станции Муляровка (на линии Лунинец — Калинковичи), в 265 км от Гомеля, в 1,5 км от границы с Украиной.

### Гидрография
Кругом сеть мелиоративных каналов соединённых с реками Уборть (приток реки Припять) и Канава Прикордонная (приток реки Уборть).

## Транспортная сеть
Транспортные связи по автодороге Р36 Глушковичи — Лельчицы. 3200 метров дороги между Глушковичами и Милошевичами проходят по территории Олевского района Житомирской области Украины и на них запрещена остановка.
Планировка состоит из длинной прямолинейной улицы, ориентированной с юго-востока на северо-запад, к которой на севере присоединяется почти широтной ориентации короткая улица, пересекаемая переулком.

## История
Согласно письменным источникам известна с XVI века как деревня в Киевском воеводстве Королевства Польского. После 2-го раздела Речи Посполитой (1793 год) в составе Российской империи. Согласно ревизских материалов 1834 года село, в составе Туровского казённого поместья. Действовала Свято-Троицкая церковь, которая в 1867 году сгорела, а в 1873 году на средства крестьян отстроена. Среди церковных ценностей в ней хранилась рукопись «Апостол», писанная Славечевским в 1574 году. Согласно переписи 1897 года действовали церковь, 2 часовни, трактир, 2 магазина. В 1900 году открыта церковно-приходская школа, которая разместилась в наёмном крестьянском доме, а в 1902 году для школы построено собственное здание. В 1908 году в Тонежской волости Мозырского уезда Минской губернии. В результате пожара 21 июня 1908 году сгорело 28 дворов.
С 20 августа 1924 года центр Глушковичского сельсовета Лельчицкого, с 25 декабря 1962 года Мозырского, с 6 января 1965 года Лельчицкого районов Мозырского (до 26 июля 1930 года и с 21 июня 1935 года по 20 февраля 1938 года) округа, с 20 февраля 1938 года Полесской, с 8 января 1954 года Гомельской областей.
В 1929 году организован колхоз «Победа», работала кузница. Во время Великой Отечественной войны 26-27 декабря 1942 года оккупанты сожгли деревню, расстреляли и сожгли 290 жителей (похоронены в могиле жертв фашизма около Дома культуры), неподалёку братская могила 11 партизан соединения С. А. Ковпака, погибших в ноябре 1942 года в бою против карателей. Согласно переписи 1959 года центр колхоза «Победа». Расположены смолокуренный и щебёночный заводы, лесничество, каменный карьер (единственный в Беларуси, где кристаллический фундамент выходит на поверхность), швейная и сапожная мастерские, средняя школа, Дом культуры, больница, детские ясли-сад, библиотека, отделение связи, 6 магазинов.

## Хроника
- 1545: «Село Глушковичи Олизаровое Волчковича». Согласно описи Овручского замка, «в селе Глушковском служба людей, подачки с них полторы копы грошей».
- 1550: Подданные адказчыка из сёл Рычев и Приболовичи под управлением служебника имения Дубровица Пинского повета совершили нападение, «став их властный на реце Корцу роскопали, и три клетки сожгли и железа млыновые з оных клеток побрали», «на село их Глушское» наехали, учинили грабежи и убийства людей.
- 22 декабря 1621: «Hluszkiewicze», село Овручского повета Киевского воеводства Короны Польской. Во время размежевания Мозырского (к Литве) и Овручского (к Польше) поветов межевая просека проходила от села Войткевичи Виленскога капитула до села Глушкевичи и далее через реку Уборть до села Кошищи и до земель Каменецкой волости.
- 1667: 3 шляхетских и 29 крестьянских хозяйств, на месте ещё 16 крестьянских хозяйств — пустоши.
- 1754: Визит (осмотр) местной церкви.
- 19 января 1777: 60 домов. Униатская парафиальная церковь св. Тройцы Убортского деканата Туровской диацезии под патронажем виленского католического бискупа. Ксёндз Стефан Шеметило служит глушкевичским парохом 18 лет.
- 10 января 1799: 82 домов, 565 жителей (294 муж. и 271 жен.).
- 1806: Присоединение прихода Глушковичской церкви из унии к православию.
- 1808: Село имения Туров. Межевой спор с владельцем имения Олевск.
- 1815, февраль: Село казённого имения Туров. 74 двора, 436 жителей. Суконное производство, производство мукомольных камней. 2 мельницы и корчма. В собственности крестьян 6 лошадей, 126 волов и бычков, 60 коров и телят, 140 овец, 114 ульев.
- 1818: Во владении принца Евгения Витенбергского.
- 1842: 66 дворов, 540 жителей.
- 8 октября 1850: Село имения Тонеж Мозырского уезда Минской губернии. Согласно ревизской сказки Тонежского сельского управления, 591 житель (275 муж. и 316 жен.).
- 15 декабря 1858: Согласно проверочно-люстрационного инвентаря казённого имения Тонеж у крестьян деревни 2278,00 десяти земли (70 полных участков), у т. ч. 73,00 десятины усадебной; у отставных солдат — 13,00 десятин только усадебной земли; у Глушкевицкого православного духовенства — 84,20 десятины пригодной земли; общественная пашня — всего 72,50 десятины «5 запасных участков при дер. Глушкевичи (178,70 дес.) по домогательству зажиточнейших хозяев сей дер. и по заверению общества о благонадежности их в уплате оброка, включить, по настоящему их владению в …льный надел, считая их полуторо… участковыми (свед. в сем на стран. 15) равномерно общественную запашку (72,50 дес.), разбросанную в мелких кусках при этой же дер., по отдаленности оной от фермерных хозяйств сего имения, предоставить в пользование местным крестьянам, обязав их к ежегодной ссыпке в сел. магазин определен. количества хлеба».
- 1866: 68 дворов, 302 жителя (138 муж. и 164 жен.).
- 1869: 137 дворов.
- 1873: 735 крестьян и 128 былых солдат. Строительство новой деревянной православной Свято-Троицкой церкви вместо сгоревшей.
- 1879: 889 прихожан (442 муж. и 447 жен.). Во владении причта около 54 десятин земли.
- 1884: Начало работы церковно-приходской школы. Священник Михаил Томашевский. 8 учеников.
- 1886: 126 дворов, 753 жителей.
- 1897: Село Глушкевицкого общества Тонежской волости. 2 швеца, 2 портных, 2 мелочные лавки. Корчма. 202 двора, 1325 жителей (647 муж. и 678 жен.). Согласно Еврейской энциклопедии, 1369 жителей, из них 140 евреев.
- 1909: 230 дворов, 1470 жителей.
- 1911: Окончили полный курс одноклассной церковной школы 2 чел. До 20 декабря в школьном реестре числилось 52 русских мальчика, из которых 36 в первом, 10 — во втором и 6 — в третьем отделении. С 1905 года школой заведует священник Константин Ясинский.
- 1917: 279 дворов, 1688 жителей (877 муж. и 811 жен.): 1559 белорусов, 129 еврея.
- 17 июля 1924: Центр сельсовета Лельчицкого района Мозырского округа. 320 хозяйств, 1766 жителей.
- 1925: Школа на белорусском языке: 46 учеников (41 мальчик и 5 девочек): 38 белорусов, 13 евреев; 1,75 десятин пашни и 1 десятина огорода. Изба-читальня.
- 1929: Организация колхоза «Перамога» ["Пабеда"].
- 1930: В окрестности села 2 пограничные заставы. Жители 9 дворов (из 307) вступили в колхоз.
- 1933: Школа семилетка.
- 16-20 декабря 1942: Бои партизан с оккупантами. 27 декабря: «Нямецка-фашысцкія карнікі загналi ўсіх, хто быў у вёсцы, у хлеў i расстралялі 290 жыхароў. Потым спалілi i вёску. Цудам засталіся толькi дзве хаты, якія стаялi паблізу лесу. Пазасталыя ў жывых людзi пачалi жыць у куранях. Хто i хату тут у лесе зрабiў» .
- 1944: Строительство православного молитвенного дома.
- 1949, июль: Присоединение молитвенного дома к приходу Приболовичской церкви.
- 1 января 1951: В колхозе 100 телят, 50 свиней, 60 овец, 500 кур; 2 автомобиля, 1 сеялка, 2 веялки.
- 1957: Школа десятилетка.
- 1961: Закрытие молитвенного дома по ходатайству районной власти.
- 31 декабря 1974: Открытие новой 3-этажной средней школы на 444 места.
- 1975: Создание карьера «Гранит».
- 1976: Открытие щебзавода «Глушкевічы» с карьером «Сялянская ніва» и карьера облицовочного камня «Надзея».
- 1987: 670 дворов, 2500 жителей. В колхозе 32 трактара, 25 автомобилей, 8 комбайнов, 6 сеялок.
- 1995: Освящение новопостроенной церкви в честь Святой Троицы.
- 1996: 715 дворов, 2367 жителей.
- 1999: 722 хозяйства, 2368 жителей, из них 740 трудятся, 684 детей до 15 лет, 632 пенсионера. Согласно переписи населения, 2379 жителей (1187 муж. и 1192 жен.).

Планируется строительство железнодорожной ветви к селу, главным образом для вывоза гранита. В настоящее время вывоз отделочного камня и щебня происходит автотранспортом.

## Ойконим
На протяжении своей истории поселение имело разное написание названия: Глушковичи и Глушковское (1545), Глушкевичи (1622), Глушковичи (1924). Айконим является названием-характеристикой поселения, которое находилось вдали от дорог, в глухомани, глуши, добраться до него было очень трудно. Интересной является версия про связь этого топонима с разными значениями слова: непроточный рукав реки или затока, а также участок земли в конце освоенной территории, около леса или непроходимого болота.
Некоторые старожилы название села объясняют как «место, богатое на вывадки глушцов». Иные местные предания происхождение названия связывают с фамилией Глушкевич (характерно для поселений XVI века).

## Население

### Численность
- 2004 год — 725 хозяйств, 2327 жителей.

### Динамика
- 1816 год — 419 жителей.
- 1834 год — 84 двора, 538 жителей.
- 1885 год — 126 дворов, 753 жителя.
- 1897 год — 202 двора, 1325 жителей (согласно переписи).
- 1908 год — 230 дворов, 1470 жителей.
- 1917 год — 1688 жителей.
- 1925 год — 227 дворов.
- 1940 год — 365 дворов, 1987 жителей.
- 1959 год — 2145 жителей (согласно переписи).
- 1987 год — 733 хозяйств, 2500 жителей.
- 2004 год — 725 хозяйств, 2327 жителей.

## Экономика
- Гранитный карьер

## Достопримечательность
- Свято-Троицкая церковь.
- Братская могила[3].
- Памятник погибшим воинам.

## Известные уроженцы
- Августин (Маркевич) — митрополит Белоцерковский и Богуславский.
- К. И. Довбан — белорусский учёный.
- Швед, Андрей Иванович — Генеральный прокурор Республики Беларусь.